# Aeroportul Vila Rica
Aeroportul Vila Rica (IATA: VLP, ICAO: SWVC) este un aeroport din Mato Grosso, Brazilia ce deservește zona Vila Rica. Aeroportul a fost tranzitat în 2014 de 169 de pasageri. A fost numit după Vila Rica⁠(d).
Situat la o altitudine de 254 m, aeroportul dispune de 1 pistă.

## Infrastructură

### Piste
Aeroportul dispune de o singură pistă. Pista 7/25 are suprafața de loam[*] și dimensiunile 1.350 m × 40 m. 